# プライムタイム
プライムタイム（英語: prime time）は、テレビ業界において夜の看板番組が並ぶ時間帯のこと。ただ国や地域によって具体的な時間帯は異なり、日本では毎日19:00 - 23:00の時間帯、アメリカの東部時間帯と太平洋時間帯に属する州では月 - 土曜の20:00 - 23:00と日曜の19:00 - 23:00の時間帯を指す。別名、プライム帯。
この時間帯は1日の中で最も視聴率が高くなる時間帯であるため、各局とも花形ともいえる番組が並んでおり、その局の活力を示す指標ともとらえられ重要視される。

## 日本におけるプライムタイム

### 特徴
この時間帯は職場や学校などからの帰宅後で在宅率が高いために視聴率が高く、各局の花形番組が並んでいるため、その局の活力を表す指標として重要視されている。なお、一部地方局ではこの時間帯のローカル枠・ローカルセールス枠に自社制作番組を放送していることがある。
日本でテレビ視聴率を測定しているビデオリサーチでは、1971年からプライムタイムについての視聴率の測定・調査をはじめている。また、ニールセン社も日本市場に参入した1965年から撤退した2000年までは、プライムタイムについての視聴率の測定・調査を行っていた。
日本においては、プライムタイムのうち19時から22時までの時間帯をゴールデンアワー、ゴールデンタイムと呼び、22時から23時までの時間帯と区別することが多い。広告業界においてはプライムタイム全体で広告料は最高ランクの「Aランク」とされており、22時から23時までの時間帯とそれ以外の間で取り扱いに差がない。
同類語に全日、ノンプライムなどがある。また、テレビ朝日系列ではプライムタイムを過ぎた23:00 - 翌日1:00（深夜番組も参照）を「プライム2」、日本テレビ系列では同様の時間帯を「プラチナゾーン」と定義している。
1980年代以前は、大人対象でも基本的にファミリー向けの番組や純然たる子供向けの番組が多かったが、1990年代以降は部活動や学習塾などで帰宅時間の遅くなる児童・生徒が増えるなど生活スタイルの変化の影響を受けこの時間帯の編成にも変化が生じている。
予算のかかる実写特撮は1980年代までにほぼ撤退し、少子化や動画配信など視聴媒体の多様化による影響でアニメ番組も民放キー局では2019年秋 - 2020年秋は一時的に空白状態になり、主に週末の19 - 21時から放送される2時間枠・単発の特別番組が年に数回放送される程度となっている。
上記のように帰宅の遅い若年層や児童層、20歳代から50歳代の男性に合わせるかのように週末午前中・TXNの平日や土曜・日曜の夕方に放送されるアニメや深夜アニメが増加した。
1980年代以降、この時間帯の番組は番組ジャンルにかかわらずスポーツ中継や特番の影響によりレギュラー放送の休止が年々増える傾向にあり、2000年代後半以降ではレギュラー放送が1年30回程度になっていることも多い。その代償措置及び制作費を抑制する目的で、19時台と20時台、または21時台と22時台にレギュラー放送されている番組が対になって、隔週交代で2時間枠の拡大版放送を組むケースも多く見られるようになった。一方、テレビ東京系列（火曜日・土曜日のプロ野球中継などのローカル差し替え可能な枠を除く）ではこのような休止が少なく、1年に50回近く放送しているものもある。
スポーツ中継では2000年代まで、プロ野球シーズンである春～秋にかけてプロ野球中継（主に巨人戦）が各局で編成されていたが、プロ野球の人気低迷に伴う視聴率低下や土休日試合のデーゲーム移行もあり、プライムタイムで中継されるプロ野球中継は大幅に減少している。その一方、2000年代後半からはサッカーや水泳といった競技の国際大会の中継も頻繁に組まれるようになった。
朝・昼・深夜に放送されているレギュラー番組が、ゴールデンタイムにスペシャル番組として放送されることもある。

### プライムタイムの視聴率首位局（年間）
ビデオリサーチ調べ。
■: 日本テレビ系列 ■: テレビ朝日系列 ■: TBSテレビ系列 ■: フジテレビ系列

#### 関東地区
| 年次            | プライムタイム                     | ゴールデンタイム                   | 出典  |
| --------------- | ---------------------------------- | ---------------------------------- | ----- |
| 1963年 - 1970年 | （未調査）                         | TBS                                |       |
| 1971年 - 1974年 | TBS                                | TBS                                |       |
| 1975年 - 1977年 | 日本テレビ                         | TBS                                |       |
| 1978年 - 1981年 | TBS                                | TBS                                |       |
| 1982年 - 1993年 | フジテレビ                         | フジテレビ                         |       |
| 1994年          | ■日本テレビ・■フジテレビ ※同率首位 | ■日本テレビ・■フジテレビ ※同率首位 |       |
| 1995年 - 2003年 | 日本テレビ                         | 日本テレビ                         |       |
| 2004年 - 2010年 | フジテレビ                         | フジテレビ                         |       |
| 2011年          | 日本テレビ                         | 日本テレビ                         |       |
| 2012年          | テレビ朝日                         | 日本テレビ                         |       |
| 2013年          | テレビ朝日                         | テレビ朝日                         |       |
| 2014年 - 2019年 | 日本テレビ                         | 日本テレビ                         |       |
| 2020年          | テレビ朝日                         | 日本テレビ                         | [ 5 ] |
| 2021年          | テレビ朝日                         | ■日本テレビ・■テレビ朝日 ※同率首位 | [ 6 ] |
| 2022年          | テレビ朝日                         | 日本テレビ                         | [ 7 ] |

#### 関西地区
| 年次            | プライムタイム | ゴールデンタイム                   | 出典  |
| --------------- | -------------- | ---------------------------------- | ----- |
| 1984年          | 朝日放送       |                                    |       |
| 1985年 - 1995年 | 関西テレビ     | 関西テレビ                         |       |
| 1996年 - 2003年 | 読売テレビ     | 読売テレビ                         |       |
| 2004年          | 関西テレビ     | 関西テレビ                         |       |
| 2005年 - 2010年 | 朝日放送       | 関西テレビ                         |       |
| 2011年          | 朝日放送       | ■関西テレビ・■読売テレビ ※同率首位 |       |
| 2012年 - 2013年 | 朝日放送       | 朝日放送                           |       |
| 2014年 - 2021年 | 読売テレビ     | 読売テレビ                         |       |
| 2022年          | 朝日放送       | 読売テレビ                         | [ 8 ] |

#### 名古屋地区
| 年次            | プライムタイム | ゴールデンタイム | 出典  |
| --------------- | -------------- | ---------------- | ----- |
| 1982年 - 1998年 | 東海テレビ     | 東海テレビ       |       |
| 1999年          | 東海テレビ     | 中京テレビ       |       |
| 2000年          | 中京テレビ     | 中京テレビ       |       |
| 2001年 - 2003年 | 東海テレビ     | 中京テレビ       |       |
| 2004年 - 2011年 | 東海テレビ     | 東海テレビ       |       |
| 2012年 - 2013年 | 名古屋テレビ   | 名古屋テレビ     |       |
| 2014年 - 2022年 | 中京テレビ     | 中京テレビ       | [ 9 ] |

## 米国におけるプライムタイム

### 定義
米国におけるプライムタイムとは、東部標準時及び太平洋標準時の州では19時～23時、中部標準時及び山地標準時の州では18時～22時をいう。

### プライムタイムアクセスルール
アメリカでは1970年から1996年まで、プライムタイムアクセスルール（PTAR / Prime Time Access Rule）が存在した。
このルールは連邦通信委員会（FCC）の規則によるものであり、ローカル局の自社製作番組比率の向上やコンテンツ供給源の多様性の促進を目的としている。
1970年代当時の3大ネットワーク（ABC、NBC、CBS）の直営局及び加盟局は、月曜日から土曜日までのプライムタイムのうち1時間を、当該ネットワーク以外の番組に充てなければならないとされた。ただしこのルールにおいては、子ども向けのネットワーク番組、公的問題に関する番組、ドキュメンタリー番組、緊急ニュース、公共問題等を扱った放送、政見放送等、地元製作ニュース、スポーツ行事の生放送の延長などがある場合は例外として認められた。
1991年、FCCは本ルールの適用を娯楽番組のみに緩和したが、ネットワーク局と番組製作者の双方からさらに緩和するよう再検討が要請された。
1992年、シカゴ控訴裁判所がFCCに対し、規制制定根拠の提出もしくはルールの緩和を命じたため、このルールは完全に廃止されることになった。